# Discografia de Cody Simpson
A discografia de Cody Simpson, um cantor e compositor australiano, compreende dois Eps e 5 singles em uma carreira iniciada em 2009. Esses dois EPs fizeram com que Simpson ganhasse o prêmio no Australian Kids' Choice Awards. Ele também foi indicado a diversos prêmios, ganhando alguns deles. Ademais, a canção "On My Mind" alcançou posições consideráveis nas paradas.

## Extended plays
| Titúlo                 | Pico em charts | Pico em charts | Pico em charts |
| Titúlo                 | US Heat        | EUA            | CAN            |
| ---------------------- | -------------- | -------------- | -------------- |
| 4 U                    | 4              | -              | -              |
| Coast to Coast (álbum) | —              | 12             | 62             |
| Preview to Paradise    |                |                |                |
| Wave One               |                |                |                |

## Singles
| Ano                      | Single                       | Melhor Posição | Melhor Posição | Melhor Posição | Melhor Posição | Melhor Posição | Certificação | Album                  |
| Ano                      | Single                       | AUS            | BE-VLG         | CAN            | NZ             | JAP            | Certificação | Album                  |
| ------------------------ | ---------------------------- | -------------- | -------------- | -------------- | -------------- | -------------- | ------------ | ---------------------- |
| 2010                     | "iYiYi" (featuring Flo Rida) | 19             | 83             | 73             | 29             | —              | - CAN: Ouro  | 4 U                    |
| 2010                     | "Summertime"                 | —              | —              | —              | —              | —              |              | single sem álbum       |
| 2011                     | "All Day"                    | 97             | 19             | 79             | —              | 32             |              | 4 U                    |
| 2011                     | "I Want Candy"               | —              | —              | —              | —              | —              |              | Hop                    |
| 2011                     | "On My Mind"                 | —              | —              | 83             | —              | 5              |              | Coast to Coast (álbum) |
| "—" Não entrou no chart. |                              |                |                |                |                |                |              |                        |

## Videos Musicais
| Year | Single                     | Diretores       |
| ---- | -------------------------- | --------------- |
| 2010 | iYiYi (featuring Flo Rida) | Mark Staubach   |
| 2010 | "Summertime"               |                 |
| 2011 | "All Day"                  | David Ovenshire |
| 2011 | "On My Mind"               | Travis Kopach   |

## Turnês
- Waiting 4U Tour (com Greyson Chance)